# Bonorva
Bonorva (en sard, Bonorva) és un municipi italià, dins de la província de Sàsser. L'any 2007 tenia 3.883 habitants. Es troba a la regió de Meilogu. Limita amb els municipis de Bolotana (NU), Bono, Bottidda, Cossoine, Giave, Illorai, Ittireddu, Macomer (NU), Mores, Nughedu San Nicolò, Semestene i Torralba.

## Fraccions
- Rebeccu
- Ospedaletto
- Monte Cujaru

## Administració
| Període | Identitat    | Partit        |
| ------- | ------------ | ------------- |
| 2006-   | Mimmia Deriu | Llista cívica |